# Масбахи, Ахмед
Ахмед Масбахи (араб. احمد مصباحی‎, 17 января 1966, Мекнес, Марокко) — марокканский футболист, выступавший на позиции защитника за сборную Марокко.

## Карьера

### Клубная
Всю свою карьеру выступал за марокканский клуб «Кавкаб Марракеш», с которым он побеждал в чемпионате и кубке страны. Дальнейшая судьба футболиста неизвестна.

### В сборной
С 1989 по 1994 годы Масбахи регулярно получал вызовы в сборную Марокко. В 1994 году главный тренер национальной команды Абделлах Блинда включил защитника в заявку марокканцев на Чемпионат мира в США. На мундиале игрок оставался в запасе, не сыграв ни разу. После турнира он больше не вызывался в сборную. По подтвержденным данным, за нее Масбахи провел 11 игр.

## Достижения
- Чемпион Марокко (1): 1991/92.
- Обладатель Кубка Марокко (2): 1991, 1993.